# آوودری
آوودری (به فرانسوی: Avoudrey) یک کمون در فرانسه است که در canton of Vercel-Villedieu-le-Camp واقع شده‌است. آوودری ۱۲٫۸۶ کیلومتر مربع مساحت دارد.